# Печінкова енцефалопатія
Печінкова енцефалопатія (ПЕ, хронічна ПЕ, яка також відома як портосистемна енцефалопатія, раніше портокавальна енцефалопатія; англ. hepatic encephalopathy) — гостре або хронічне ураження головного мозку внаслідок порушення детоксикаційної функції печінки. Є потенційно оборотною дисфункцією головного мозку. Виникає як наслідок гострих захворювань печінки, так і хронічних. Ці захворювання здатні прогресивно погіршати багато функцій організму. Невпинний розвиток може призвести до печінкової коми.

## Патогенез
Порушена детоксикаційна функція печінки через некроз гепатоцитів є наслідком гострої печінкової недостатності. При хронічному захворюванні печінки — через виникнення портальної гіпертензії, як то при цирозі печінки, утворюються портокавальні анастомози, що призводять до потрапляння не знезараженої в печінці крові до системного кровотоку. Внаслідок цього в крові накопичуються токсичні речовини у великій кількості. Основні токсичні фактори, що безпосередньо спричинюють ураження в організмі:
- Аміак — продукт розпаду метаболізму амінокислот, який знешкоджується в гепатоцитах (клітинах печінки) через орнітиновий цикл шляхом з'єднання з Діоксидом вуглецю внаслідок чого утворюється сечовина.
- Меркаптани і метилмеркаптан — продукти гниття білків у кишці, створюють печінковий запах з рота «лат. fetor hepaticus».
- Крезол, фенол, скатол, індол — інші продукти гниття білків у кишці.
- Гамма-аміномасляна кислота (ГАМК).
- Коротколанцюгові жирні кислоти як то оцтова, пропіонова, масляна, валеріанова.
- Ароматичні амінокислоти (зі зменшенням концентрації амінокислот з розгалуженими ланцюгами)

Аміак є одним з головних факторів патогенезу печінкової енцефалопатії. Через недостатній метаболізм у печінці, кров у кишковому тракті насичується аміаком, звідки вона потім надходить у системний кровоток. Аміак через це потрапляє в головний мозок через гематоенцефалічний бар'єр і поглинається астроцитами. Астроцити метаболізують поглинений аміак до глутаміну, який спричинює осмотичну дію на об'єм астроцитів. Внаслідок цього виникає набряк астроцитів, який призводить до набряку мозку, вважається основною причиною печінкової енцефалопатії.

## Клінічні ознаки

### Класифікація
Печінкову енцефалопатію класифікують з урахуванням 4 чинників (типу хвороби, тяжкості проявів, тривалості та наявності провокуючих факторів). Залежно від основної хвороби виділяють:
- тип А, що виникає внаслідок гострої печінкової недостатності;
- тип В, що виникає через портосистемне шунтування;
- тип С, що розвивається як результат цирозу печінки.

Для визначення ступеня тяжкості ПЕ використовується класифікація (або критерії) Вест-Гейвена. Залежно від тривалості ПЕ виділяють: епізодичну, повторну та постійну. Залежно від наявності провокуючих факторів ПЕ поділяють на: неспровоковану і спровоковану. Провокуючими факторами є інфекційні захворювання, електролітні порушення, кровотечі з травного тракту, закреп, перевищення дози діуретиків,

### Гостра печінкова енцефалопатія
Відбувається швидке зростання печінкової недостатності впродовж декількох днів або навіть годин. Характерна значної виразності печінково-клітинна недостатність з ознаками, що характеризують масивний некроз печінки і накопичення в крові церебротоксичних речовин. Симптоми проявляються різким погіршенням загального стану, слабкістю, що прогресивно наростає, постійною нудотою, багаторазовим блюванням, анорексією. Жовтяниця зазвичай значна за рівнем. За початком і швидкістю розгортання симптомів спостерігаються різні за тривалістю варіанти перебігу гострої печінкової енцефалопатії — від декількох годин від початку хвороби (з блискавичним настанням смерті в 1-у добу) до 2-9 тижнів з повільнішим розгортанням проявів. Зрідка гостра ПЕ може розвиватися при відносно невисокій гіпербілірубінемії. Характерним є геморагічний синдром: на шкірі численні висипання як то петехії, екхімози. Блювотиння зазвичай з домішками свіжої крові або нагадує кавову гущу. З'являється виразна кровоточивість у місці ін'єкцій. Характерні носові, шлункові, кишкові, маткові кровотечі, іноді — гематурія. У деяких хворих знижується діурез, виникає одутлість обличчя і набряки повік, дещо пізніше зрідка може з'явитися асцит. З'являється тахікардія, артеріальна гіпотензія через токсичне ураження серцево-судинної системи. При цьому на ЕКГ у частини пацієнтів виявляється подовження інтервалу Q-Т з розширенням зубця Т. Пошкоджуються інші органи та системи, часто розвивається пневмонія, іноді — набряк легень тощо. Спостерігається прогресуючі зміни печінки. Спочатку вона стає м'якою, «тістуватою», край її витончується, при промацуванні (пальпації) — болючою. Виникає й спонтанний біль у печінці, зменшення зони печінкової тупості. При прогресуванні некротичного процесу в печінці розміри її швидко (впродовж кількох годин — 1–2 днів) зменшуються, зрештою печінка стає недоступною пальпації, тоді вже печінкова тупість не визначається — симптом «порожнього підребер'я». Проявом масивного некрозу печінки є печінковий запах з рота (лат. foetor hepatica). Утворюється через посилений розпад білка і порушення процесів деметилювання з метіоніну. А безпосередньо появу його у повітрі, що видихається, спричинює метилмеркаптан.
Стадії за ступенем нервово-психічних розладів гострої печінкової енцефалопатії, що зумовлені накопиченням у крові церебротоксичних речовин:
- І стадія (прекома 1) — стадія передвісників. Спостерігається емоційна лабільність: ейфорія, що змінюється апатією, нудьгою, пригніченням загального стану. Виникає велика психічна стомлюваність. Сон поверхневий, неспокійний, чутливий, бувають страхітливі сновидіння, часто з падінням з висоти. Постійно виникає інверсія сну — сонливість вдень, безсоння вночі. Виникають розлади руху. Зазвичай досить рано змінюється почерк («проба письма»), дещо пізніше хворі вже не можуть скласти із сірників просту геометричну фігуру. Зміни на електроенцефалограмі (ЕЕГ) на цій стадії процесу мінімальні.
- ІІ стадія (прекома 2, «загрозлива кома»). Спостерігається сплутана свідомість: пацієнти дезорієнтовані в просторі, часі та особистості. Періодично вони втрачають свідомість, тривало сплять, характерними є провали пам'яті. Часто монотонно кричать і стогнуть. Найпростіші завдання типу «показати язика», «заплющити очі» тощо виконуються із зусиллям. Поведінка немотивована: починають шукають неіснуючі предмети, людей, яких немає, тощо. Періодами з'являється психомоторне збудження, яке часто йде з клоніко-тонічними судомами. Під час цих нападів збудження хворі стають агресивним, намагаються встати з ліжка, бігти. Можуть з'явитися галюцинації, через що стан отримав назву «печінкового делірію». Психомоторне збудження змінюється на депресію, виникає сонливість. Порушується координація, рухи загальмовуються, вони стають обережними та переривчастими. Періодами спостерігається м'язове посмикування. Характерний тремор кінчиків пальців рук, язика, може виникнути «печінковий тремор», коли у пацієнта виникає тремтіння кінцівок. Виникає стійкий ністагм. Очні, черевні та сухожилкові рефлекси знижені. Через парез кишок наростає метеоризм. На ЕЕГ є характерні порушення і дезорганізація альфа-ритму, з'являються стійкі тета- і дельта-хвилі.
- ІІІ стадія (кома 1). Відбувається повна втрата свідомості, проте зі збереженням реакції на сильні зовнішні подразники — біль, холод тощо. Хворі неспокійні. Утворюється маскоподібне обличчя, йдуть м'язові посмикування, характерні стереотипні рухи, посилюється тремор, частішають судоми. З'являється ригідність потиличних м'язів, патологічні рефлекси Бабинського, Гордона, гіперкінези, клонус стопи. Зіниці розширяються, реакція на світло млява. Сухожилкові рефлекси значно знижені, ослабляється рефлекс з рогівки. Внаслідок парезу гладкої мускулатури затримується сечовиділення при повному сечовому міхурі (парадоксальна ішурія), різко здувається живіт. На ЕЕГ різко виражені порушення, переважають гіперсинхронні дельта-хвилі.
- IV стадія (кома 2, термінальна стадія печінкової коми, глибока кома). Її початком вважається повне зникнення відповіді на сильні зовнішні подразники. Свідомість зникає. Порушення нервово-психічного статусу сягають абсолютного розвитку, відзначається арефлексія. Виникають глибокі порушення дихання: дихання по типу Куссмауля чи Чейн–Стокса, зрештою швидко з'являється параліч дихання.

### Хронічна печінкова енцефалопатія
Розрізняють три форми хронічного перебігу ПЕ: персистуючу та епізодичну печінкову енцефалопатію.
- Епізодична ХПЕ — фази, що не мають проявів, чергуються з епізодами розладів неврологічної свідомості (втома, зниження працездатності). Однак симптоми не згасають повністю, а нейрокогнітивні розлади часто посилюються з кожним наступним епізодом ПЕ.
- Повторна ХПЕ — повторення епізодів ПЕ з інтервалом 6 міс або менше.
- Постійна ХПЕ — характеризується постійною втратою свідомості та обмеженням когнітивних функцій пацієнта.

#### Класифікація Вест-Гейвена
Відповідно до неї, ХПЕ має п'ять ступенів тяжкості:
- Мінімальна ХПЕ є найменш вираженою формою печінкової енцефалопатії. При цій формі немає клінічних проявів когнітивних змін. Обмежені складні види діяльності, що потребують уваги, обробки інформації та психомоторних навичок (зокрема, керування автомобілем). У цих хворих вищі показники порушень правил дорожнього руху та створення дорожньо-транспортних пригод. Психометричні тести можуть свідчити про мінімальний рівень ХПЕ. Мінімальна ХПЕ у класифікації Вест-Хейвена також відома як «Прихована ХПЕ» згідно з класифікацією МОІПЕАО.
- Клас І — є незначне порушення свідомості зі збільшенням потреби у сні, перепади настрою, дратівливість, зниження інтелектуальної працездатності, концентрації уваги. Помітні порушення дрібної моторики зі зміною почерку, початком тремору та уповільненням руху. У хворого немає впевненості в собі, часто присутня ейфорія або тривога. Є помилки в простих арифметичних операціях. Клінічні симптоми зазвичай не регресують. Незважаючи на орієнтацію в просторі та часі у хворого спостерігаються певні поведінкові зміни.
- Класс II (за класифікацією МОІПЕАО починаючи з цього класу і всі інші відносяться до «явної ХПЕ») — є значні зміни свідомості з порушеннями орієнтації у часі (як мінімум три з таких показників є неправильними: число місяця, день тижня, місяць, сезон року), виникає летаргія або апатія, виражені розлади пам'яті, збіднінням емоційного життя та затримкою реакції на мовлення. Є неналежне поводження у побуті. Маніфестує порушення координації. Виникає дизартрія, «трепетний тремор» (астеріксіс) і посилення м'язового тонусу.
- Класс ІІІ — є значне порушення свідомості. Розвивається сопор, сильна дезорієнтація, спостерігається дивна поведінка, сплутаність свідомості, мова стає малозрозумілою, знижена реакції на больові подразники. Підвищене м'язове напруження аж до м'язової ригідності, нетримання випорожнення і сечі, порушення ходи, координації рухів і рівноваги (атаксія).
- Класс IV — відсутність свідомості, реакції на больові подразники (кома). Сухожилкові рефлекси згасають, скутість м'язів як у згинанні, так і при розгинанні, у запущеній стадії втрата м'язового тонусу — атонія).

## Діагностика
У діагностиці ХПЕ звертають увагу на наявність в анамнезі:
- провокуючих факторів (інфекційні хвороби, кровотечі, порушення дієти тощо);
- порушень свідомості;
- зниження когнітивних можливостей (уваги, пам'яті);
- змін особистості (апатія, роздратованість, нестриманість тощо);
- порушень ритмів сну — сонливість у денний час, безсоння — вночі;
- неадекватної поведінки;
- епізодів дезорієнтації та астеріксісу.

Затверджені психометричні тести, які рекомендовано чинними рекомендаціями EASL(Європейська асоціація дослідників печінки) та AASLD (Американської асоціації досліджень хвороб печінки), можуть виявити мінімальну печінкову енцефалопатію. До них відносяться тести з листком і олівцем, тест числового зв'язку, тест наступного рядка, що визначають показник психометричної недостатності.
Інструментальні дослідження включають тести:
- на критичну частоту мерехтіння;
- на тривалість безперервної реакції, що передбачає повторну реєстрацію моторної реакції (натискання кнопки) у відповідь на стимули (через навушники);
- інгібіторного контролю;
- Stroop;
- SCAN, що є комп'ютеризованим тестом, який дозволяє виміряти швидкість і точність виконання складного завдання на розпізнавання цифр — має прогностичну цінність;
- електроенцефалографія;
- комп'ютерну томографію (КТ) чи магнітно-резонансну томографію (МРТ).

Явна форма печінкової енцефалопатії в першу чергу діагностується на основі клінічної картини. Клінічні та лабораторні тести, такі як біохімічний аналіз крові (активність (АЛТ, АСТ, рівень альбуміну, активність ГГТ, С-реактивний білок, глюкоза в крові, рівень аміаку), методи візуалізації (МРТ, КТ головного мозку) та електрофізіологічна діагностика (ЕЕГ), біопсія печінки допомагають підтвердити її наявність та виявити можливу причину, виключити інші причини неврологічних і метаболічних порушень.
Високий рівень аміаку в крові у хворих на хронічні захворювання печінки — має лише невелике діагностичне значення. Це ще не дозволяє встановити ступінь ПЕ. Так само не можна прогнозувати подальший перебіг ПЕ у пацієнта на основі лише рівня аміаку в крові. Але якщо рівень аміаку в крові в межах норми, необхідно переглянути діагноз ПЕ.

## Лікування
Хворі на гостру печінкову енцефалопатію підлягають інтенсивній терапії, ефект якої стійко залежить від своєчасності та застосування всього обсягу лікування. Запізнення на кілька годин зменшує успішність. Центральне місце в лікуванні належить дезінтоксикації, нормалізації електролітного балансу, зменшенню автоімунних процесів, боротьбі з гіпоксією і ішемією печінки. Дезінтоксикація направлена на зменшення кишкового токсикозу: сифонні промивання шлунку та кишок, а також ентеросорбенти, лактулоза. Для боротьби з аміачним порушенням, якому надається велике значення в патогенезі гострої печінкової недостатності, призначаються в/в препарати L-орнітин-L-аспартата. Для боротьби з інтоксикацією, з метою нормалізації гемодинамічних зрушень використовуються плазмозамінні розчини на основі декстрану тощо. Для зменшення автолізу використовуються інгібітори протеаз (апротинін / контривен; гордокс), для пригнічення геморагічного синдрому — кріопреципітат, заморожену плазму, етамзілат. Внаслідок слабкого ефекту такої терапії розроблені методи замінного лікування як то штучна еферентна апаратна підтримка печінкових функцій; трансплантація донорської печінки; змішана штучно-біологічна підтримка. Для зменшення дії токсичних факторів, які накопичуються в плазмі крові, а також з метою виведення циркулюючих імунних комплексів, що пошкоджують печінку зокрема при вірусному гепатиті B, проводять сеанси плазмоферезу з видаленням 30-50 % плазми і заміною цього об'єму глюкозо-сольовими (кристалоїдними) розчинами.
Лікування мінімальної та прихованої ХПЕ вимагає змін у харчуванні. Калорійність добового раціону має становити 35-40 ккал/кг у перерахунку на ідеальну масу тіла хворого. Добова кількість білка в раціоні має становити 1,0 г/кг маси тіла на добу. При прогресуванні ХПЕ доза тваринного білку має різко зменшитися, навіть іноді до повної відмови, що корегується надалі при зменшенні проявів. Вживання їжі здійснюють малими порціями або харчовими добавками в рідких формах упродовж дня і перекусу ввечері. Амінокислоти з розгалуженим ланцюгом можливо призначити внутрішньо хворим з непереносимістю харчових протеїнів.
Лікування виразної ХПЕ вимагає:
- Безбілкова або дієта з різким обмеженням білка.
- Лактулоза — це синтетичний тип цукру дисахарид, що складається з молекули галактози та фруктози, зв'язаних між собою за допомогою β-1,4-зв'язку. Проходить при пероральному вживанні у незмінному вигляді до товстої кишки, де сприяє розмноженню кишкової флори, представники якої корисні для травлення. За рахунок бактеріального розщеплення лактулози на коротколанцюгові жирні кислоти (молочна, оцтова, пропіонова, масляна) знижується рН середовища товстої кишки, що призводить до підвищення осмотичного тиску, затримання рідини в порожнині кишки, посилення її перистальтики. Внаслідок усього цього аміак виводиться з кишечнику назовні у вигляді солі.
- Рифаксимін, антибіотик, який не всмоктується в кишці, діє в його просвіті, зменшуючи кількість місцевої мікрофлори, яка збільшує кількість аміаку. Застосовується у випадках печінкової енцефалопатії, якщо у хворого є непереносимість лактулози.
- Метронідазол може бути застосований з такою ж метою як і рифаксимін.
- Перорально амінокислоти можна використати як альтернативний або додатковий засіб в лікуванні хворих, у яких неефективна стандартна терапія. L-орнітин-L-аспартат (LOLA) — складається з двох амінокислот орнітину та аспартату. L-орнітин-L-аспартат здійснює детоксикацію аміаку двома способами:
L-орнітин включається в цикл сечовини на етапі синтезу цитруліну. Він є стимулятором першого ферменту циклу сечовини. Утилізує амонійні групи в синтезі сечовини (орнітиновий цикл). Є активатором глутамінсинтетазної реакції в печінці і м'язах, через те, що при зниженні активності ферментів орнітинового циклу синтез глутаміну є важливим способом знешкодження аміаку. Зменшує концентрацію аміаку в плазмі крові, нормалізує кислотно-основну рівновагу організму, сприяє продукції інсуліну і соматотропного гормону.
L-аспартат також включається в цикл сечовини, але на етапі синтезу аргінінсукцинату. Є субстратом для синтезу глутаміну, бере участь у зв'язуванні аміаку в навколовенозних гепатоцитах, мозку, інших тканинах. Там стимулює синтез глутаміну. Також має стимулюючу регенераційну дію на неактивні чи уражені гепатоцити, покращує енергетичні процеси в ушкодженій паренхімі печінки. Бере участь у циклі трикарбонових кислот. Проникає через мембрани клітин шляхом активного транспорту. Всередині клітини бере участь у процесах енергетичного обміну, що проходять у мітохондріях. За рахунок цього може підвищувати енергетичне забезпечення тканини. Має анаболічну дію на м'язи.
- Корекція метаболічного алкалозу та адсорбція токсичних речовин за допомогою ентеросорбентів: калію хлорид в/в, вуглецеві та інші ентеросорбенти[2].

Оскільки хронічна печінкова енцефалопатія триває, а когнітивні пошкодження збільшуються з кожним епізодом, послідовне і тривале лікування є важливим, що відповідає чинним рекомендаціям EASL та AASLD. Трансплантація печінки залишається єдиним заходом лікування ХПЕ, що не піддається іншим методам медикаментозної корекції. ХПЕ не є показанням для проведення трансплантації печінки в разі, якщо вона не йде з порушенням функції печінки. Але навіть після проведення трансплантації печінки може розвинутися постійна ХПЕ. Тому слід виявити і емболізувати до або під час трансплантації усі наявні портокавальні анастомози.
Призначення рифаксиміну додатково до терапії лактулозою є кращою комбінацією препаратів для покращення стану пацієнтів, які пережили хоча б один епізод явної ХПЕ, який розвинувся на тлі лікування лактулозою. Профілактично лактулоза або рифаксимін не рекомендується для попередження появи епізодів ХПЕ після трансяремного внутрішньопечінкового портосистемного шунтування.